# Almunge pastorat
Almunge pastorat är ett pastorat i Uppsala kontrakt i stiftet Uppsala stift i Svenska kyrkan.
Pastoratskoden är 010107.
Pastoratet omfattar följande församlingar:
- Almunge församling
- Knutby-Bladåkers församling
- Faringe församling

Fram till 2018 ingick pastoratet i Upplands östra kontrakt som då upphörde.